# Pasy inwazyjne

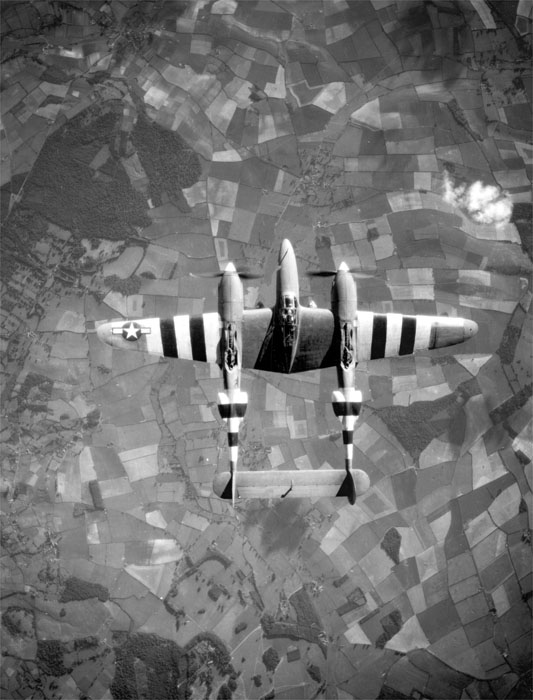
Amerykański P-38 Lightning uczestniczący w inwazji na Normandię z widocznymi pasami inwazyjnymi

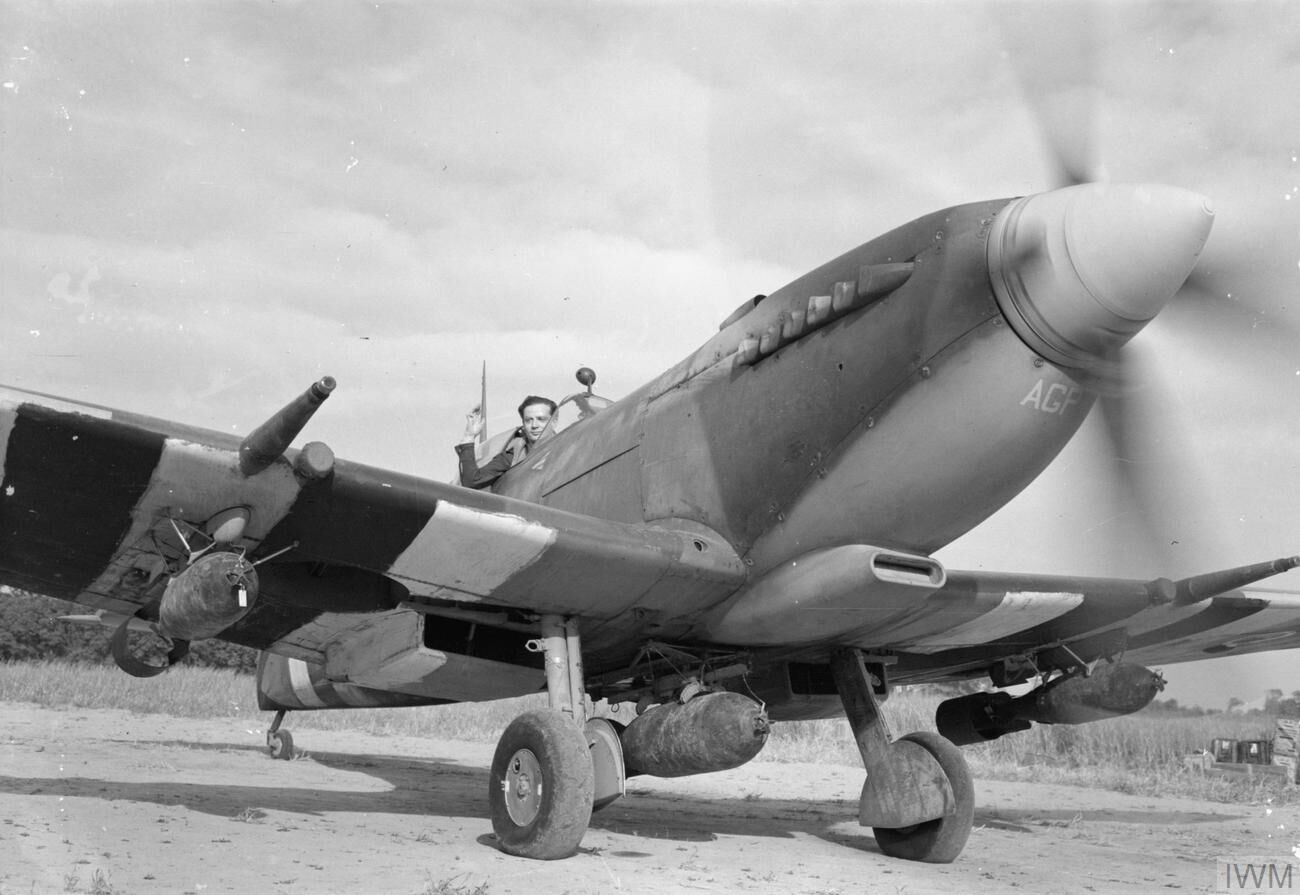
Geoffrey Page, dowódca 125 Skrzydła RAF, szykujący się do ataku na cele naziemne w swoim Spifire w 1944 r. Widać zastosowany schemat pasów inwazyjnych namalowanych na jego samolocie

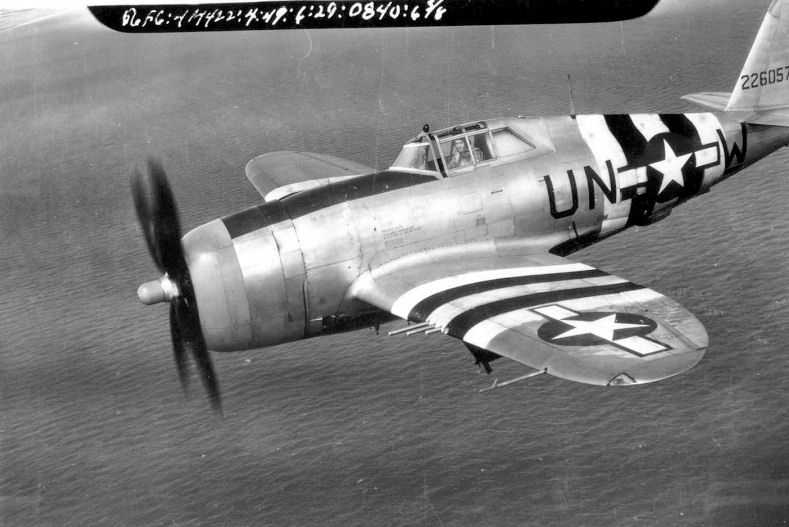
P-47D Thunderbolt z pasami inwazyjnymi, 1944 r.

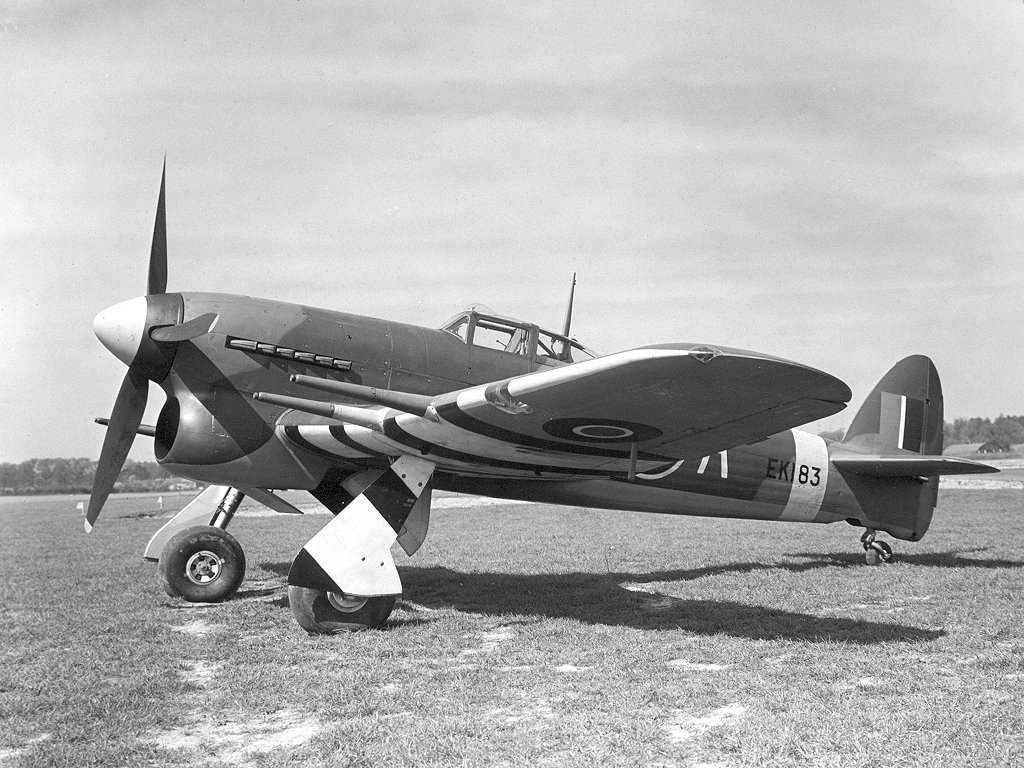
Brytyjski Hawker Typhoon z 56 Dywizjonu RAF z pasami rozpoznawczymi pod skrzydłami, kwiecień 1943 r.

Pasy inwazyjne – naprzemienne czarno-białe pasy malowane na kadłubach i skrzydłach alianckich samolotów podczas II wojny światowej, aby zmniejszyć prawdopodobieństwo, że zostaną zaatakowane przez własne siły, głównie podczas lądowania w Normandii i bezpośrednio po nim. Trzy białe i dwa czarne pasy malowano wokół tylnej części kadłuba tuż przed ogonem i od przodu do tyłu wokół górnej oraz dolnej powierzchni skrzydła. Sporadycznie pasy inwazyjne były używane także w innych wojnach i konfliktach.

## Opis
Pasy inwazyjne składały się z pięciu naprzemiennych czarno-białych pasów. Na samolotach jednosilnikowych każdy pas miał mieć szerokość 46 cm, przy czym zewnętrzny pas był umieszczony 15 cm od środka kół na skrzydłach i 46 cm przed przednią krawędzią statecznika na kadłubie. Oznaczenia krajowe oraz numer seryjny nie powinny być przy tym zatarte. Na samolotach dwusilnikowych pasy miały szerokość 61 cm i były umieszczone 61 cm po zewnętrznej od gondoli silnikowych na skrzydłach oraz 46 cm przed przednią krawędzią tylnego statecznika wokół kadłuba.

## Użycie przed lądowaniem w Normandii

### Operacja Starkey
W czasie dwudniowej operacji dezinformacyjnej o kryptonimie Starkey, przeprowadzonej w rejonie Sycylii we wrześniu i październiku 1943 r. po raz pierwszy na alianckich samolotach pojawiły się czarno-białe pasy na górnej i dolnej powierzchni skrzydeł. Zostały one namalowane na wszystkich samolotach latających na niskim pułapie. W samolotach jednosilnikowych pasy miały szerokość 45 cm. W przypadku samolotów dwusilnikowych, takich jak Westland Whirlwind, pasy miały 61 cm szerokości.

### Hawker Typhoon
Wcześniejsze użycie czarno-białych pasków miało miejsce także w samolotach Hawker Typhoon we wczesnej wersji Hawker Tempest Mark Vs. Samolot miał podobny zarys, gdy był widziany z góry i z dołu, co Focke-Wulf Fw 190, a pasy zostały dodane, aby ułatwić jego identyfikację w walce. Zmiany przyjęto 5 grudnia 1942 r. Początkowo pasy były dodawane przez obsługę naziemną, ale wkrótce zaczęto je malować fabrycznie. Cztery czarne pasy o szerokości 30 cm oddzielone były trzema białymi o szerokości 61 cm na dolnej stronie skrzydeł. Od początku 1943 r. Typhoony miały również żółty, 46 cm pasek na górnej części skrzydeł, poprowadzony środkiem pomiędzy działkami. Wszystkie te oznaczenia zostały oficjalnie porzucone 7 lutego 1944 r.

## Normandia

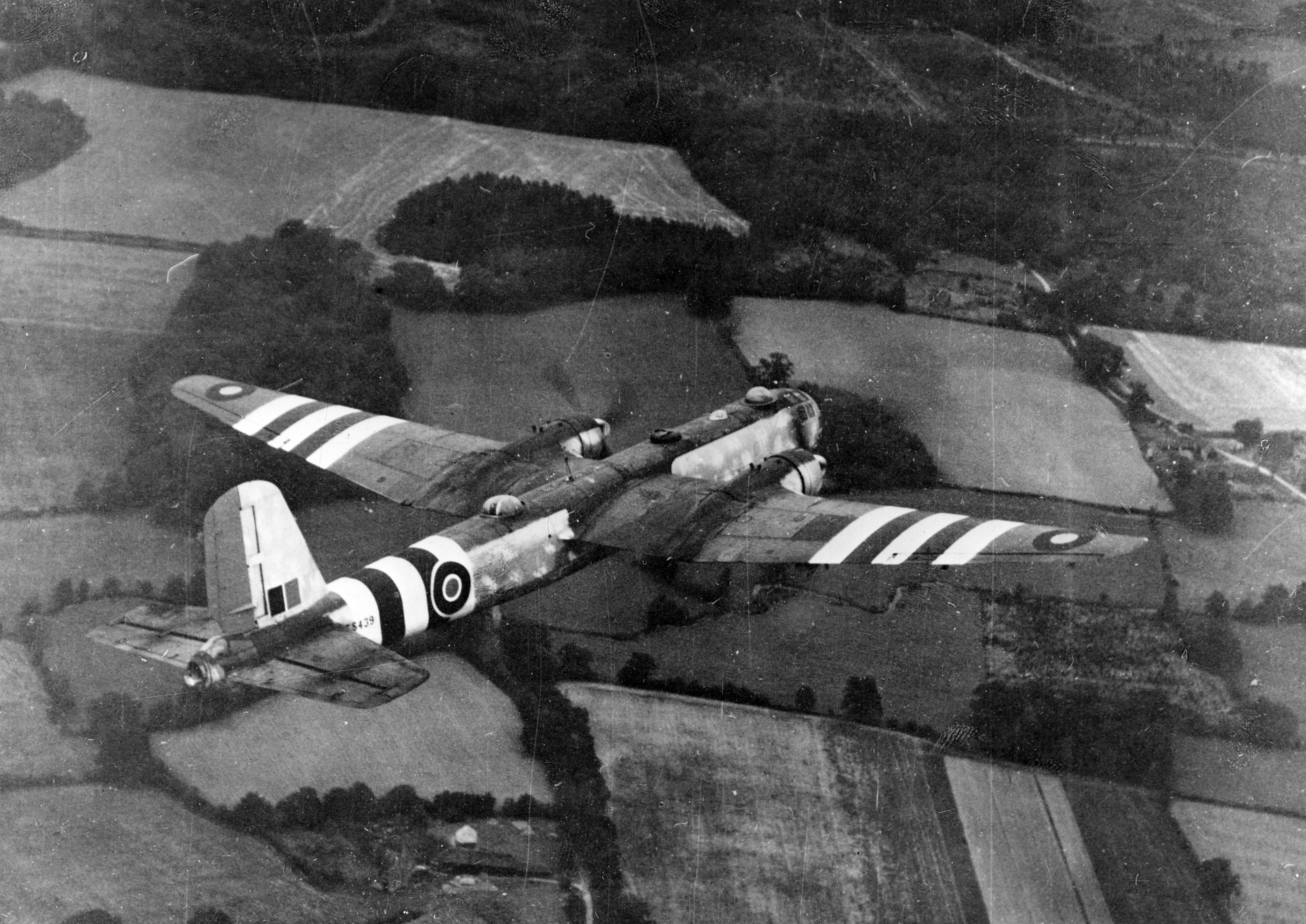
Zdobyty przez Brytyjczyków He 177, niemiecki ciężki bombowiec z pasami inwazyjnymi aliantów w 1945 r.

Plan oznakowania samolotów, który był częścią wdrażania systemu identyfikacji swój-wróg, został zatwierdzony 17 maja 1944 r. przez marszałka lotnictwa Trafforda Leigh-Mallory'ego, dowodzącego alianckimi siłami powietrznymi. 1 czerwca nad flotą inwazyjną przeznaczoną do operacji Overlord miał się odbyć próbny przelot, aby zapoznać załogi statków z oznaczeniami, ale ze względów bezpieczeństwa rozkazy malowania pasów zostały wydane jednostkom transportowym dopiero 3 czerwca, a myśliwcom i bombowcom do 4 czerwca.
Paski zostały namalowane na myśliwcach, samolotach zwiadowczych, transportowcach, średnich i lekkich bombowcach dwusilnikowych oraz niektórych samolotach specjalnego przeznaczenia. Nie zostały namalowane na czterosilnikowych ciężkich bombowcach amerykańskiej 8 Armii Powietrznej lub RAF Bomber Command, ponieważ istniała niewielka szansa na pomyłkę w tym przypadku; Luftwaffe miała niewiele takich bombowców (He 177 i Fw 200 Condor to wyjątki). Rozkaz dotyczył wszystkich samolotów lotnictwa ekspedycyjnego aliantów, obrony powietrznej Wielkiej Brytanii, szybowców i samolotów jednostek pomocniczych, takich jak wodnosamoloty RAF Coastal Command, których obowiązki mogły wymagać przelotu nad aliancką obroną przeciwlotniczą. Pasy zwykle malowała obsługa naziemna lub same załogi.
Miesiąc po lądowaniu w Normandii kazano usunąć pasy z górnych powierzchni samolotów, aby utrudnić ich dostrzeżenie na ziemi w bazach polowych we Francji. Zostały całkowicie usunięte do końca 1944 r., po osiągnięciu pełnej przewagi powietrznej na froncie zachodnim.

## Inne przykłady

### Jagdverband Luftwaffe 44
Swojej wersji „pasów inwazyjnych” używali również Niemcy. Działająca pod koniec wojny specjalistyczna eskadra myśliwców Luftwaffe, Jagdverband 44, posiadała szereg myśliwców z tłokiem Fw 190D, których używała, aby chronić myśliwce odrzutowe Messerschmitt Me 262 swoich jednostek podczas startu i lądowania, ponieważ odrzutowce były najbardziej podatne na ataki alianckich myśliwców z silnikiem tłokowym w tamtych czasach. W samolotach Fw 190D tego tak zwanego Platzschutzstaffel (eskadra ochrony lotniska) dla odróżnienia od samolotów alianckich malowano na czerwono dolną część skrzydeł i kadłuba, na co nakładano jeszcze wąskie, białe pasy. Niemcy dokonano tego z podobnych powodów, z jakich alianci użyli pasów inwazyjnych w operacji Overlord dziesięć miesięcy wcześniej nad Normandią. Eskarda była nazywana Die Würger-Staffel („Eskadra Ptasich Rzeźników”), nie wiadomo jednak, czy właśnie to malowanie miało wpływ na jej pseudonim.

### Korea

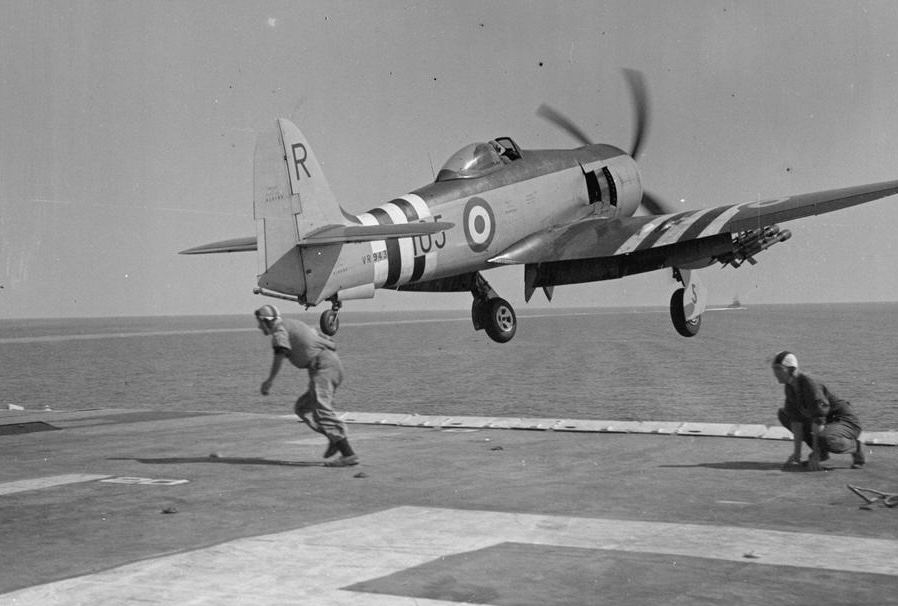
Hawker Sea Fury z pasami inwazyjnymi startuje z lotniskowca HMS „Glory” w 1951 r.

Pasy inwazyjne zostały ponownie wprowadzone w brytyjskich i australijskich samolotach Fleet Air Arm operujących podczas wojny koreańskiej w 1950 r. Podobne pasy zostały również umieszczone na początku wojny również na odrzutowcach F-86 Sabre 4 Skrzydła Myśliwców Przechwytujących jako wariant standardowych dla tego samolotu, żółtych pasów.

### Suez
Pasy ponownie zostały użyte przez Royal Air Force, Fleet Air Arm i francuskie Armée de l’air podczas operacji sueskiej w 1956 roku, głównie w celu odróżnienia samolotów brytyjskich i francuskich od maszyn egipskich produkcji brytyjskiej. Maszyny jednosilnikowe miały żółto-czarne pasy o szerokości 29,5 cm; samoloty wielosilnikowe posiadały ten sam wzór, ale o szerokości 61 cm.

### Czechosłowacja

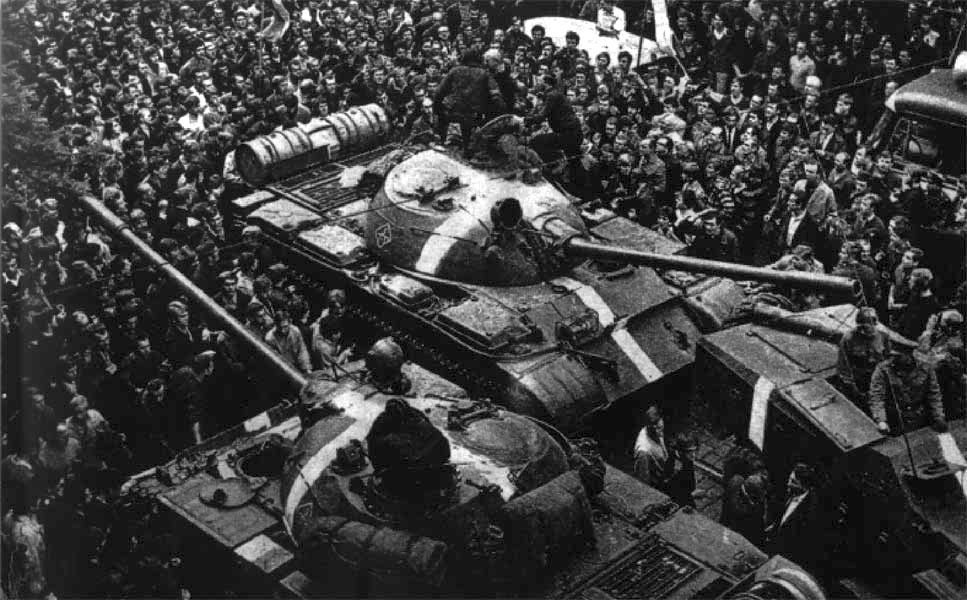
Dwa sowieckie czołgi T-55 z białymi pasami inwazyjnymi w Pradze podczas inwazji Układu Warszawskiego na Czechosłowację w 1968 r.

Podczas inwazji na Czechosłowację dokonanej pod wodzą Związku Sowieckiego w 1968 r. siły Układu Warszawskiego użyły białych pasów malowanych na swoich pojazdach, ponieważ korzystały one głównie z tych samych rodzajów pojazdów bojowych, co Czechosłowacka Armia Ludowa. Oznaczenia składały się z dwóch prostopadłych, białych pasów, jednego długiego poprowadzonego wzdłuż głównej osi pojazdu, na środku od przodu kadłuba, przez wieżę aż do komory silnika oraz drugiego w poprzek kadłuba, który krzyżował się z pierwszym na szycie wieży. Było to podobne rozwiązanie do tego stosowanego na większości sowieckich czołgów i opancerzonych pojazdów bojowych, które walczyły w operacji berlińskiej w 1945 r.